# Bremblens
Bremblens is een gemeente en plaats in het Zwitserse kanton Vaud, en maakt deel uit van het district Morges.
Bremblens telt 422 inwoners.